# ラエ・サラモアへの空襲
ラエ・サラモアへの空襲（ラエ・サラモアへのくうしゅう）とは、太平洋戦争初期の1942年（昭和17年）3月10日、ニューギニア島東部のラエおよびサラモアへの日本海軍と日本陸軍の侵攻（SR作戦）に対して、アメリカ海軍の機動部隊と、アメリカ陸軍のB-17による空襲によって生起した戦闘。

## 概要
ラエ・サラモアへの空襲は、太平洋戦争（大東亜戦争）初期の1942年（昭和17年）3月10日、ニューギニア島東部のラエおよびサラモアに展開していた日本軍に対し、空母2隻（レキシントン、ヨークタウン）を基幹とするアメリカ海軍機動部隊が艦上機による奇襲を敢行し、日本軍艦船に大損害を与えた一連の戦闘。オーストラリアから飛来したアメリカ陸軍のB-17型重爆18機も、艦上機と同時に空爆を敢行した。
日本海軍の南洋部隊（指揮官井上成美海軍中将、第四艦隊司令長官）と麾下の日本陸軍南海支隊（指揮官堀井富太郎陸軍少将）を主力として1942年（昭和17年）1月23日にニューブリテン島のラバウルを占領した日本軍は、つづいて連合軍の重要拠点ポートモレスビーを目指してニューギニア島東部（サラモア、ラエ）の攻略を目指した（SR作戦）。
南洋部隊麾下の海軍艦艇（第六水雷戦隊司令官梶岡定道少将、第十九戦隊司令官志摩清英少将、第六戦隊司令官五藤存知少将）は、海軍陸戦隊と南海支隊（歩兵第144連隊第2大隊長、堀江正少佐）を護衛して3月5日にラバウルを出撃する。
六水戦護衛下の輸送船と艦艇はニューギニア東部のラエとサラモアに上陸作戦をおこない、3月8日に占領した。日本軍は飛行場を占領して整備を開始したが、3月10日の空襲開始時点で海軍戦闘機隊（零式艦上戦闘機）は未着であった。
日本軍のニューギニア進攻に対し、連合軍はB-17重爆などによる空襲を開始した。さらにラバウル攻撃を企図していたアメリカ海軍機動部隊が予定を変更し、ニューギニアにむかう。3月10日、ラエとサラモア沖に展開していた日本軍艦船にレキシントン艦上機とヨークタウン艦上機は奇襲攻撃を敢行、在泊18隻中4隻が沈没し、攻略部隊旗艦の夕張を含め艦艇多数が損傷した。
6月5日のミッドウェー海戦以前において、アメリカ機動部隊の攻撃によって受けた被害としては最大のものであった。だが日本軍はその痛手にもかかわらずラエとサラモアの航空基地を確保し、ポートモレスビー作戦の支援をおこなう。その一方で米軍機動部隊の活動は、南東方面における日本軍作戦において重大なる脅威と認識され、その後の作戦計画に大きな影響を与えた（珊瑚海海戦）。
本項では3月10日の空襲を軸に、ラエとサラモアの攻略が開始された3月8日から、ラエからの航空作戦が開始された3月13日までの間の出来事とその背景を中心として解説する。

## 背景

### 日本軍
ラエおよびサラモアは、開戦前の昭和16年9月に行われた図上演習の段階で航空基地の存在が知られていた。しかし、第一段作戦でラバウルを占領しても、外縁にあたるラエとサラモアを押さえておかないと南方および南西方面からの脅威にさらされるため、南東方面を担当する第四艦隊は図上演習において、ラバウルに加えてラエおよびサラモアの占領を主張したが、採用されなかった。その背景として、一つには連合艦隊が第四艦隊に命じた攻略命令が、具体的な攻略要地を記さない抽象的なものであり、連合艦隊先任参謀黒島亀人大佐は戦後の回想で「なにぶんそのころは同方面の兵要資料も信頼の置けるものはほとんどなく、はっきり計画を立てることができないので、おおよその腹案程度であったと思う」と証言している。また、第一段作戦はあくまで南方作戦がメインで、南東方面は「裏街道」とみられていたこと、南方作戦関連の現実的問題として兵力が十分ではなかったことがある。実際、南海支隊は、ラバウル攻略が終わればパラオに移って南方作戦に加わる予定であった。
しかし、開戦が現実のものになることがほぼ確定した段階の11月15日に開かれた大本営政府連絡会議において戦争の早期終結に関する検討が行われ、そのうち対オーストラリア戦に関しては、いわゆる米豪遮断作戦で離間を狙う方針が決定した。
開戦後には、南方軍から大本営に対しても米豪遮断作戦の必要性が説かれるようになり、また南方作戦も予想よりはるかに上回る速さで進捗していたこともあって、1942年（昭和17年）1月4日に南海支隊のパラオ移動が取り消され、代わって南東方面攻略への準備が指示された。海軍側も開戦後に第二段作戦の検討に入り、1月10日の図上演習では第四艦隊側から、「「ラバウル」ノミ奪ッテモ役ニ立タヌ」ゆえにラエおよびサラモアの占領が再度主張された。またラバウル攻略の際の1月21日には南雲機動部隊隷下の第五航空戦隊（司令官原忠一少将、空母瑞鶴、翔鶴）にラエおよびサラモアを空襲させていた。
ラバウル攻略後の1月29日、大本営は連合艦隊に対し、陸海軍共同でニューギニア、ソロモン諸島方面の攻略を指令する（大海指第47号）。ここで初めてラエおよびサラモアの占領が、ポートモレスビーおよびツラギ島とともに具体的な攻略目標として確定した。大本営陸軍部は1月31日に上奏し、2月2日に大陸命第596号によってニューギニア方面攻略作戦を発令した。

### アメリカ軍
真珠湾攻撃後、アメリカ軍の頼みの綱は空母と潜水艦であり、「守勢にはほど遠い積極的な」防衛策で日本軍の進撃を妨害し、反撃のための時間稼ぎを行っていた。その一環として1942年2月に一連のマーシャル・ギルバート諸島機動空襲が行われ、その効果はある程度あったと判定された。一方で、オーストラリアとの交通路の確保維持と強化に全力を挙げ、同じ2月にハーバート・リアリー中将を司令官とするANZAC部隊を編成した。しかし、機動空襲のあとも日本軍の進撃は止まる気配をみせなかった。特に2月15日のシンガポール陥落のあとは、日本軍がラバウルを拠点にサモア諸島、ニューカレドニアおよびニューヘブリディーズ諸島を攻略するのではないかという恐慌に陥った。太平洋艦隊司令長官チェスター・ニミッツ大将は、ウィルソン・ブラウン中将が率い、空母「レキシントン」(USS Lexington, CV-2) を基幹とする第11任務部隊をANZAC部隊に編入した。第11任務部隊はブラウンの提言でラバウルに先制攻撃を加えようとしたが、その途上の2月20日、ラバウル航空隊の一式陸上攻撃機17機に攻撃される。第11任務部隊は陸攻15機を撃墜して被害を出さなかったが、回避運動で燃料を浪費してしまったため攻撃を断念した（ニューギニア沖海戦）。
ブラウンはラバウル攻撃のためには空母は2隻必要であり、また燃料消費量の関係で随伴タンカーも2隻必要と進言した。この進言をニミッツが認め、 すでにフィジーおよびサモア方面を行動中のフランク・J・フレッチャー少将率いる、空母「ヨークタウン」 (USS Yorktown, CV-5) を基幹とする第17任務部隊を第11任務部隊に合流させることとなった。第11任務部隊と第17任務部隊は3月6日にニューヘブリティーズ諸島近海で合流し、一路ラバウルを目指した。機動部隊の行動は、オーストラリアからヌーメアへの陸軍部隊輸送の間接掩護の意味合いも帯びていた。また、この2つの任務部隊とは別にオーストラリア海軍のジョン・グレゴリー・クレース少将率いる第44任務部隊がタンカー護衛のため派遣されることとなった。
日本軍が目標としたラエとサラモアには、それぞれ幅100ｍ・長さ約800-1000ｍの飛行場があり、戦闘機の使用が可能であった。サラモア南西約50kmのワウにも、小飛行場があった。これら飛行場はオーストラリアを根拠地とする連合軍基地航空隊の前進基地であり、ラバウル（ニューブリテン島）の日本軍に対する反撃拠点として機能していた。守備隊は50名から100名程度の義勇軍であった。

## 参加兵力

### 日本軍
SR方面攻略部隊（第六水雷戦隊司令官・梶岡定道少将）
- 主隊（全作戦支援）：軽巡洋艦「夕張」
- 第一部隊（サラモア攻略）：駆逐艦「追風」、「朝凪」、「夕凪」、陸軍輸送船「横浜丸」、「ちゃいな丸」、南海支隊約2,000名
- 第二部隊（ラエ攻略）：駆逐艦「睦月」、「弥生」、敷設艦「津軽」、特設巡洋艦「金剛丸」、特設敷設艦「天洋丸」、特設運送船「黄海丸」、陸戦隊560名、高射砲隊、設営隊800名
- 航空部隊：特設水上機母艦「聖川丸」、駆逐艦「望月」
- 哨戒部隊（哨戒、掃海）：第十四掃海隊（特設掃海艇「玉丸」、「第二玉丸」、「羽衣丸」、「第二号能代丸」）[50]
- 付属隊（在ラバウル）：特設巡洋艦「金龍丸」

支援部隊（第六戦隊司令官・五藤存知少将）
- 第六戦隊（重巡洋艦「青葉」、「加古」、「衣笠」、「古鷹」）
- 第十八戦隊（軽巡洋艦「天龍」、「龍田」）
- 第二十三駆逐隊（駆逐艦「菊月」、「卯月」、「夕月」）
- 特設運送船（給油）「東邦丸」

航空部隊（第二十四航空戦隊司令官・後藤英次中将）
- 第四航空隊、水上機母艦神威[51]、駆逐艦「朧」（朧はK作戦支援のため中部太平洋方面配備）[52][53]

### アメリカ軍
第11任務部隊（ウィルソン・ブラウン中将）
- 空母：「レキシントン」
- 重巡洋艦：「ペンサコーラ」、「インディアナポリス」、「シカゴ」、「ミネアポリス」[55]、「サンフランシスコ」[55]
- 駆逐艦：「フェルプス」、「デューイ」、「ハル」、「パターソン」、「バッグレイ」、「マクドノー」[55]、「デイル」[55]、「クラーク」[55]

第17任務部隊（フランク・J・フレッチャー少将）
- 空母：「ヨークタウン」
- 重巡洋艦：「ルイビル」、「アストリア」
- 駆逐艦：「モリス」、「アンダーソン」、「ハムマン」、「シムス」、「ウォーク」、「ラッセル」

第44任務部隊（ジョン・グレゴリー・クレース少将）
- 重巡洋艦：「オーストラリア」、「アストリア」、「シカゴ」、「ルイビル」
- 軽巡洋艦：「アキリーズ」、「リアンダー」
- 駆逐艦：「アンダーソン」、「ハムマン」、「シムス」、「ヒューズ」
- 給油艦：「ネオショー」[55]、「カスカスキア」[55]

## 日本側の作戦準備
当初の予定では、ラエおよびサラモアの攻略は3月3日に予定されていた。具体的には、2月に入ってから進められていたニューブリテン島南端のガスマタおよびスルミの攻略戦（2月15日、スルミ攻略部隊の編成解除）が終わった2月13日から準備が始まり（トラック泊地にて、第四艦隊〈旗艦鹿島〉と南海支隊参謀の会議を開始）、2月16日には作戦名をSR作戦と呼称して、上陸日も3月3日に設定された。
敵情としては、航空活動は活発ではないが分散移動しており根絶が難しいこと、陸上部隊の状況はよくわからない、と判断される。そして、ラエとサラモアを早急に占領したのちは、ただちに航空基地を設定してポートモレスビー方面への圧力とすることが作戦目的とされた。SR攻略部隊指揮官は第六水雷戦隊司令官の梶岡定道少将が定められ、梶岡は2月20日に攻略部隊命令を発するも、まさに同じ2月20日に前述の第11任務部隊（空母レキシントン）の接近があって日本海軍は迎撃に追われ、作戦は延期された（ニューギニア沖海戦）。25日にあらためて協議をおこない（南洋部隊電令作第109号）、3月8日の上陸を予定した。
南洋部隊指揮官井上成美第四艦隊司令長官（旗艦「鹿島」）麾下にある第六水雷戦隊（司令官梶岡定道少将）のうち、旗艦「夕張」は作戦支援、第29駆逐隊（「追風」、「朝凪」、「夕凪」）は陸軍輸送船「横浜丸」（日本郵船、6,143トン）および「ちゃいな丸」（川崎汽船、5,869トン）を護衛してサラモアへ、第三十駆逐隊のうち「睦月」と「弥生」は「津軽」艦長稲垣義龝大佐指揮の下で特設巡洋艦「金剛丸」（国際汽船、8,624トン）、特設敷設艦「天洋丸」（東洋汽船、6,843トン）および特設運送船「黄海丸」（嶋谷汽船、3,871トン）を護衛してラエに向かうこととなり、「望月」は特設水上機母艦「聖川丸」（川崎汽船、6,862トン）の護衛に回った。「金剛丸」と「天洋丸」は、ラバウル警備隊から抽出された陸戦部隊560名と高射砲隊、ラエに配備される基地員800名や需品の輸送にもあたった。
なお、当初は攻略部隊に名を連ねていた特設巡洋艦「金龍丸」（国際汽船、9,309 トン）は、スルミ攻略戦で損傷したためラバウル待機となった。「横浜丸」と「ちゃいな丸」に乗船する陸軍部隊は、南海支隊のうち堀江正陸軍少佐（歩兵第144連隊第2大隊長）指揮の歩兵一個大隊、山砲一個中隊を主軸とした約2,000名で構成されていた。堀江少佐は2月17日付で南海支隊長堀井富太郎陸軍少将より命令を受領し、作戦準備を進めた。堀江少佐は2月28日に大隊命令を下達し、3月2日に第六水雷戦隊と南海支隊の間で協定がむすばれた。
南洋部隊麾下の協力部隊は、支援部隊・航空部隊・R方面防備部隊から成る。支援部隊は第六戦隊司令官五藤存知少将を指揮官とし、第六戦隊（青葉、加古、衣笠、古鷹）、第十八戦隊（天龍、龍田）、第23駆逐隊（菊月、卯月、夕月）で編成された。
ビスマルク諸島方面防備部隊（R方面防備部隊）は第8特別根拠地隊司令官金澤正夫少将を指揮官とし、海軍陸戦隊や警備部隊、測量艦宗谷（第四測量隊）などで編成されていた。
航空部隊は第二十四航空戦隊司令官後藤英次少将を指揮官として、第四航空隊と水上機母艦神威で編成されていた。一式陸攻を装備した第四航空隊はニューギニア沖海戦で壊滅的打撃を受けていたが、後退して再建する余裕もなく、SR攻略作戦に投入される。そこで第二十一航空戦隊隷下の第一航空隊（九六式陸上攻撃機）が臨時に二四航戦の指揮下に入り、本作戦に参加した。また空母祥鳳がラバウルに輸送してきた零式艦上戦闘機が、陸攻部隊の護衛として随伴することになった。

## 戦闘の経過

### ラエ・サラモアの攻略
攻略に先立ち、日本軍空襲部隊（第二十四航空戦隊）は連日のようにポートモレスビーほか、ソロモン諸島やニューギニア島東部各地の航空基地、珊瑚海に対して偵察と爆撃を繰り返したが、地上砲火以外に大した反撃はなかった。
攻略部隊は3月3日と4日に総合訓練を実施し、ラバウルに集結した。
3月5日13時にSR攻略部隊はラバウルを出撃し、支援部隊も同日16時に同地を出撃した。船団の上空護衛は聖川丸水偵と海軍基地航空隊が担当した。
敵襲もなくニューブリテン島南岸を西航したのち、3月7日にSR攻略部隊は上陸予定地点にむけて分散した。スコールに悩まされつつ同7日午後10時30分にサラモア東方泊地に進入した。3月8日1時に陸軍部隊がサラモア沖に、2時30分には海軍部隊がラエ沖に到着してそれぞれ上陸を開始し、7時過ぎまでにはラエおよびサラモアの航空基地・市街・電信施設を無血占領することに成功した。連合軍守備隊はワウ方面に向けて退却し、住民もラバウル攻略時にワウやポートモレスビーに退避していた。
ラエ方面では荒天で大発動艇の大部分が座礁するなどアクシデントがあり、梶岡はウェーク島の戦いの経験から駆逐艦での大発動艇の引き下ろしを命じた。また、これといった港湾施設もないラエでの荷役作業の終了見込みは「金剛丸」が10日、「天洋丸」が11日、「黄海丸」が12日とされた。サラモア方面でも荒天で上空掩護に欠く有様で、梶岡（および南海支隊派遣参謀）は8日夜には戦闘機隊を至急ラエに派遣するよう打電した。双方の航空基地には爆破孔あったが、8日午後までには補修も終わり、いつでも使用可能な状態とした。
なお、第六戦隊司令官五藤存知少将を指揮官とする支援部隊も3月5日16時にラバウルを出撃し（前述）、船団の掩護に従事した。ニューブリテン島南方を行動したのち上陸成功の報に接して反転し、予定どおりブカ島クインカロラ付近占領のため同方面に移動した。

### 3月10日まで
日本軍のラエおよびサラモアへの来襲を、連合軍が黙って見ていることはなかった。3月に入ってから間もなくロッキード・ハドソン（ロッキード型）と思われる陸上機がラバウル、スルミ方面に空襲を仕掛けており、上陸作戦当日の3月8日にも朝方から空襲を行った。海軍部隊がラエを占領して間もなく「ロッキード」型が飛来し、10時過ぎと13時過ぎにもラエとサラモアに1機ずつ飛来した。10時過ぎに飛来した航空機は「横浜丸」に対して爆弾を複数発投下したが、船尾方向100メートルに落下して被害を与えなかった。しかし、13時過ぎに来襲の航空機が同じく「横浜丸」に対して投弾し、前甲板へ命中弾1発と至近弾1発を与え、「横浜丸」では死傷者9名（戦史叢書14巻では戦死7、戦傷8とする）を出した。「横浜丸」は18時前にも空襲を受けたが被害はなく、「夕張」から派遣された工作隊によって修理が行われた。その他、「朝凪」も1回爆撃を受けたが被害はなかった。
梶岡が戦闘機隊の緊急派遣を要請した背景には、このように悪天候にもかかわらず空襲を受けたことがあった。
しかし、要請に応じてスルミから飛び立った戦闘機隊はラエ上空の悪天候に悩まされ、また占領したばかりのラエの航空基地に置かれた標識を見落とし、スルミ経由でラバウルに帰投した。戦闘機隊派遣に関する電文も行き違いが生じて遅れて受信するなど、ラエ、サラモア上空は制空権のないまま3月10日を迎えた。上空直掩を担当するのは、聖川丸の水上機小数機にすぎなかった。
第11任務部隊と第17任務部隊は依然ラバウル攻撃を策して進撃していたが、日本軍のラエおよびサラモア上陸の報を聞いて、攻撃目標を急遽ラエとサラモアに切り替えることとなった。しかしここで、一つの難問に直面する。ルイジアード諸島以北のソロモン海に進んで東方からラエとサラモアを攻撃しようとするとラバウルからの航空圏内に入り、危険に晒される。かといってパプア湾に進んで南方から攻撃しようとした場合には、オーエンスタンレー山脈の状況が資料を欠いてわからないというデメリットがそれぞれ生じた。そこでブラウンは航空機を派遣してオーエンスタンレー山脈の状況を調査させたところ、基本的には重装備の航空機では山脈を越すことが難しいものの一部には2,500メートル程度の標高の地点があり、しかも朝方には2時間程度晴れていることも分かったため、ブラウンはパプア湾に進んで3月10日早朝に南方から攻撃することに決めた。攻撃に先立ち、ブラウンは自己の部隊から重巡3隻（アストリア、シカゴ、ルイビル）と駆逐艦4隻（アンダーソン、ハムマン、シムス、ヒューズ）を、タンカー護衛を担当するクレースの第44任務部隊に派遣して護衛を厚くした。

### 空襲
3月10日早朝、第11任務部隊と第17任務部隊は予定地点に到達し、「レキシントン」からはSBD「ドーントレス」30機、TBD「デヴァステイター」13機、「F4F「ワイルドキャット」8機の計51機が発進した。「ヨークタウン」からは「ドーントレス」30機、「デヴァステイター」12機、「ワイルドキャット」10機の計52機が発進した。総計103機のアメリカ軍攻撃隊がラエとサラモアを目指した。これとは別に、1機がオーエンスタンレー山脈の気象観測のため発進した。攻撃隊の装備は爆弾が主であったが、「レキシントン」攻撃隊の「デヴァステイター」13機のみは魚雷を搭載した。攻撃目標は、「レキシントン」攻撃隊がサラモアを、「ヨークタウン」攻撃隊がラエをそれぞれ攻撃すると定められる。機動部隊攻撃隊にくわえて、アメリカ陸軍のB-17型重爆 18機もラエおよびサラモア空襲を目指した。攻撃隊は無事にオーエンスタンレー山脈を越え、一路ラエとサラモアの沖合にいる日本軍艦船に向けて突進した。
そのころ、ラエとサラモア沖に展開中のSR攻略部隊各艦船は依然として設営作業に協力していた。数日来降っていた雨もあがり、早朝に「ロッキード」型が飛来して「天洋丸」に対して投弾してきたが、偵察であると判断された。ところが、7時50分にいたりSR攻略部隊の各艦船はオーエンスタンレー山脈を越えて飛来してきた「レキシントン」および「ヨークタウン」両攻撃隊の奇襲を受けた。各艦船は対空砲火を撃ちあげたが貧弱であり、「聖川丸」も搭載の水上偵察機3機で撃退しようとしたが、103機対3機ではどうしようもなかった。
上陸部隊の中でも比較的大型であった「津軽」は複数機の急降下爆撃を受け、直撃弾で舵が故障し人力操舵となった。米軍機の無線傍受によれば、米軍攻撃隊は津軽を戦艦と誤認しており、津軽艦橋では「ありがた迷惑ですな、艦長」「戦艦『津軽』か、悪くない」と冗談が交わされていた。「津軽」の弾丸消費は、12.7センチ高角砲244発、25ミリ機銃約2,000発、7.7ミリ機銃1,000発だったという。
「横浜丸」支援でサラモア沖にあった「夕張」も狙われ、銃爆撃に加えて雷撃を受けたが、雷撃に関しては腕が拙劣で発射距離も遠く、まったく問題にならなかった。それでも「夕張」は機銃掃射で応急弾薬筺や魚雷格納筺から火災が発生し、電信機も被弾で故障して送信不能となった。「夕張」が支援していた「横浜丸」は、4発の命中弾を受け8時30分に沈没した。以降、9時15分に第一波の攻撃が終わるまで「ちゃいな丸」、「朝凪」や「夕凪」および「聖川丸」が被弾損傷した。9時35分にはB-17の爆撃もあり、一連の攻撃は10時35分までにはほぼ終わった。攻撃後の12時、ようやく零戦4機がラエ上空に到着したが、もはや「後の祭り」であった。
攻撃隊を収容した第11任務部隊と第17任務部隊は、攻撃隊員から再度の攻撃が要請されるもブラウンはこれを受け入れず、燃料補給のため第44任務部隊の方角をさして避退していった。

### 被害
沈没艦船は以下のとおり。
- 「横浜丸」：4発の命中弾を受け沈没。戦死1[113][109]
- 「天洋丸」：6番船倉その他に命中弾2発、ラエ海岸に擱座し総員退去。3月11日に水柱を吹き上げ、煙突より後方沈没。戦死9、重軽傷23[113][117][118]
- 「金剛丸」：命中弾2発で機械室浸水、後部船倉で火災発生、搭載の高射砲2基破壊、3月10日16時30分に沈没。戦死12、重軽傷16[113][119]
- 「第二玉丸」：多大な銃爆撃を浴びバエン湾に避退、艦橋大破、舵機破損など被害甚大。応急修理を試みるも排水不能により3月12日18時5分沈没。戦死5、重傷10[113][120][121]

沈没以外で人的および物的被害のあった艦船は以下のとおり。
- 「夕張」：被弾、至近弾5発により一時火災発生。戦死13、重軽傷49[113][122]
- 「追風」：至近弾多数、行方不明3[123]、重軽傷2[113]
- 「朝凪」：9時50分に前甲板に1発命中、至近弾2発、缶損傷で最大速度26ノット。戦死18、重軽傷47[113][124]
- 「夕凪」：左舷中部に命中弾1発、缶破裂により航行困難、最大速力21ノット。戦死29、重軽傷38[113][125][126]
- 「津軽」：命中弾1発、至近弾複数により破孔多数[105]。煙突、舵機、探照灯や艦載艇破損[106]。戦死11、重軽傷13[113][127]
- 「黄海丸」：船体前後部に命中弾各1発、航行可能。戦死7、重軽傷30[113][128]
- 「聖川丸」：左舷側に至近弾1発、破孔により機械故障。最大速力10ノット。戦死1、重軽傷9[113][129]
- 「玉丸」：重軽傷6[113]
- 「ちゃいな丸」：命中弾1発、小破[113]

ラエおよびサラモア沖に展開していたSR攻略部隊艦船18隻中、人的および物的の被害がなかったのは「望月」、「睦月」、「弥生」、「第二号能代丸」（日本水産、216トン）および「羽衣丸」（日本水産、234トン）の5隻のみであった。残る13隻のうち沈没・擱座は4隻（金剛丸、天津丸、第二玉丸、横浜丸）を数え、その他も大なり小なりの被害を受けた。各艦は応急修理に奔走した。
3月12日、堀江支隊は陸海軍協定に基づきサラモアの守備を海軍陸戦隊と交代し、「ちゃいな丸」に移乗した。
残存艦船のうち「朝凪」、「望月」と「聖川丸」は3月12日午前、「第二玉丸」（西大洋漁業、264トン）が沈没した第十四掃海隊は3月13日9時、「追風」と「黄海丸」（嶋谷汽船、3,871トン）は3月14日午後、そして「ちゃいな丸」を護衛した「夕張」は3月14日夜にそれぞれラバウルに帰投した。
人的被害は戦死130、重軽傷245の計375名（『戦史叢書14巻』73頁では、戦死132、負傷257とする）。日本側は11機の撃墜を報じたが、実際には攻撃隊は1機しか失わなかった。陸上戦は日本側の勝利であったが、海空戦は贔屓目に見てもアメリカ海軍の完勝であった。
ブカ島方面を行動中の支援部隊は3月9日にブカ島西部クインアロラ湾に進入した。ラエおよびサラモアへの敵襲の報を受けても何らアクションを起こさず、ブカ島方面での掃討作戦をおこなったのち（3月10日に海軍陸戦隊をブカ島に揚陸）、3月11日にラバウルに帰投した。米軍機動部隊に備えて3月14日午後5時にラバウルを出撃、15日午前7時にクインカロラ湾に到着した。17日、支援部隊はカビエンに移動した。

## 戦闘の後

### 零戦隊の進出
日本側は、3月18日まで第11任務部隊および第17任務部隊の索敵を行ったものの、攻撃後即座にパプア湾を離れた両任務部隊を3月10日午後に発見した程度で、その後は手掛かりを失った。ラエへの航空基地の前進は、同時にポートモレスビーをはじめとする連合軍側航空基地とオーエンスタンレー山脈を挟んで直接対峙することも意味していた。ラエおよびサラモアには3月11日以降も爆撃が繰り返され、SR攻略部隊の援護ができなかった零戦隊は、遅ればせながら3月11日から12日にかけて17機がラエに進出した。3月13日には陸上攻撃機隊もラエに進出し、この日からポートモレスビー攻撃および本格的な哨戒を開始した。
敵基地と至近になったことで損害も多くなった。3月22日にはロッキード・ハドソンとB-17、ホーカー ハリケーンの攻撃により零戦2機未帰還、5機焼失、7機被弾修理不能という大被害を受けた。4月4日には、第二十五航空戦隊がラエに進出していた第四海軍航空隊に対して航空機の分散配備などを指示した直後に戦闘機隊の銃撃を受け、戦闘機2機炎上、戦闘機8機と陸攻9機が被弾するという被害も受けている。以降、ラエとサラモアは1943年（昭和18年）3月からの連合軍の反攻により9月11日（サラモア）および9月16日（ラエ）に奪回されるまで日本軍の拠点として機能した。
もっとも、零戦隊をポートモレスビー攻撃に備えてラエに集中させたことは、ラバウルの防空が手薄になることにもつながり、ラバウルへの空襲に対しては旧式の九六式艦上戦闘機で対抗せざるを得なかった。

### 戦訓
ラエとサラモアを確保してラバウルの外郭の一角を押さえるという目的は一応達成したものの、空襲による痛手は大きく、4月中に予定されていたツラギ島およびポートモレスビーの攻略は、部隊再編のため1か月の延期を余儀なくされた。
一作戦で生じた被害としては開戦以来最大とも評されるが、南方作戦や蘭印作戦の華々しい戦果の陰に完全に隠れてしまった。
大被害の原因について梶岡は、「津軽」が属していた第十九戦隊司令官の志摩清英少将に対して「本作戦に際しては敵機動部隊の出現を極度に警戒していたが、ついに戦闘機進出遅延のため、この惨害を受けた」と述べた。
また、津軽艦長の稲垣は「オーストラリア北東方面に機動部隊（少なくとも龍驤程度の母艦航空部隊）を張り付けて強力な攻撃を継続すべき」という趣旨の意見具申を行い、同艦に将旗を掲げていた志摩提督も日記に、オーストラリア北東方面に機動部隊を進出させて圧力をかける必要性を記している。志摩はまた、3月22日のラエへの空襲に関して「この状況を継続しあらば、結局航空消耗戦を継続するに過ぎず」とも日記に記したが、その後のポートモレスビーをめぐる戦況は、志摩の予言が当たることとなった。
ウェーク島の戦いに続いて苦杯を舐めることとなった第六水雷戦隊は、戦訓として志摩や稲垣と同じく支援部隊に機動部隊を起用することを挙げたほか、彼我の状況に応じて要領を修正することの必要性、日本海軍に伝わる旧習は尊重すべきだが、尊い犠牲を購って手に入れた戦訓を積極的に取り入れること、そして対空兵装の強化などを戦訓として取り上げた。
南東方面における米軍機動部隊の出現は、ポートモレスビーの海路攻略案において重大なる不安要素となった。日本陸軍の南海支隊は航空母艦や防空専任輸送船の増援、空挺部隊による敵飛行場破壊作戦実施を訴えるとともに（3月20日、大本営へ電報）、ポートモレスビー陸路攻略案・舟艇機動案・船団上陸作戦（従来案）の検討に入る。日本海軍も南洋部隊（第四艦隊）に軽空母祥鳳を配備したが戦力不足は明白であり、種々折衝と計画変更の末に、第五航空戦隊（翔鶴、瑞鶴）の派遣に至った（4月10日電令作第109号、珊瑚海海戦）。
ラエおよびサラモアへの奇襲を成功させたブラウンにはニミッツから賞詞が送られ、これまでの戦功で海軍殊勲章を受章した。なおレキシントンは対空兵装を強化するため、哨戒行動を続けるヨークタウンに艦上機を譲って真珠湾に帰投する。レキシントンが改造工事中の4月10日にブラウン中将は第11任務部隊を去り、以降は陸上勤務となった。健康を損ね、手助けがなければ階段を上り下りできない状態であったという。後任の第11任務部隊指揮官は、元レキシントン艦長のオーブリー・フィッチ少将となった。